# عيد الإنسانية

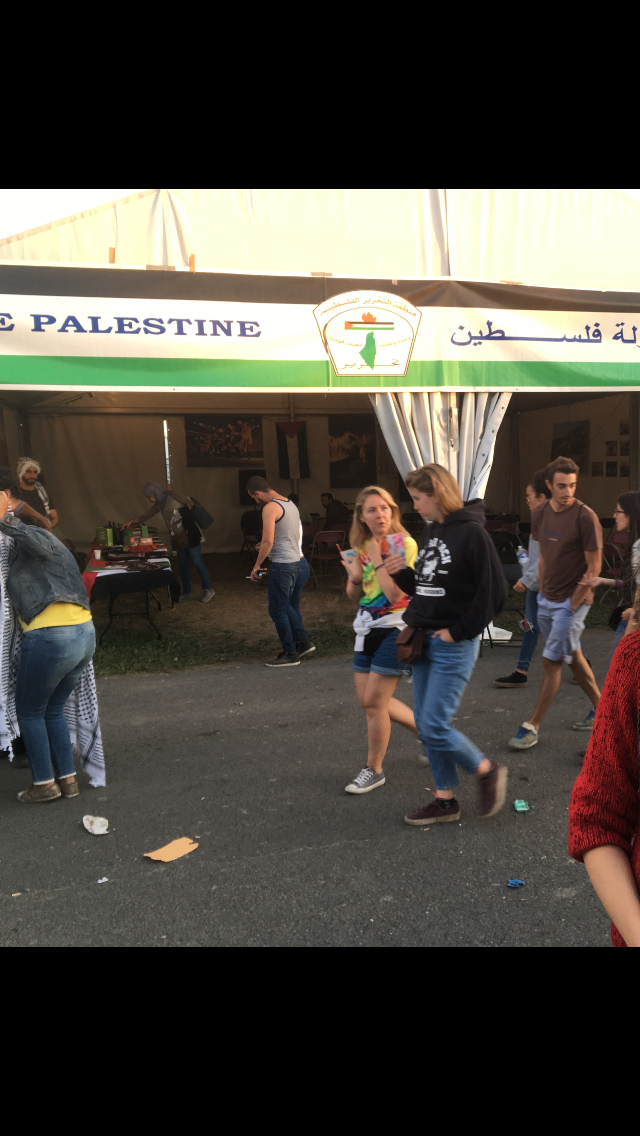
جناح جمعية التضامن الفرنسية الفلسطينية في عيدالإنسانية

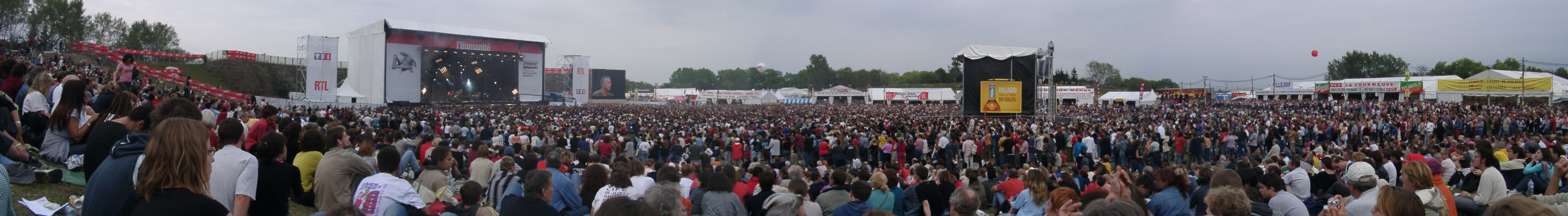
صورة بانورامية في عام 2005

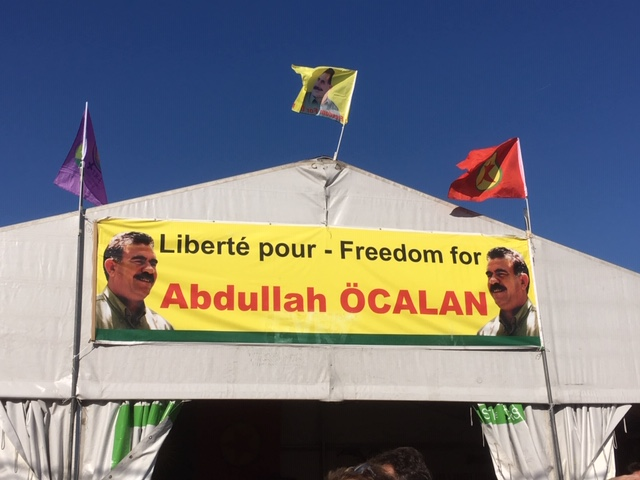
اليسار الكردي في عيد الإنسانية عام 2019 يطالب بإطلاق سراح عبد الله أوجلان

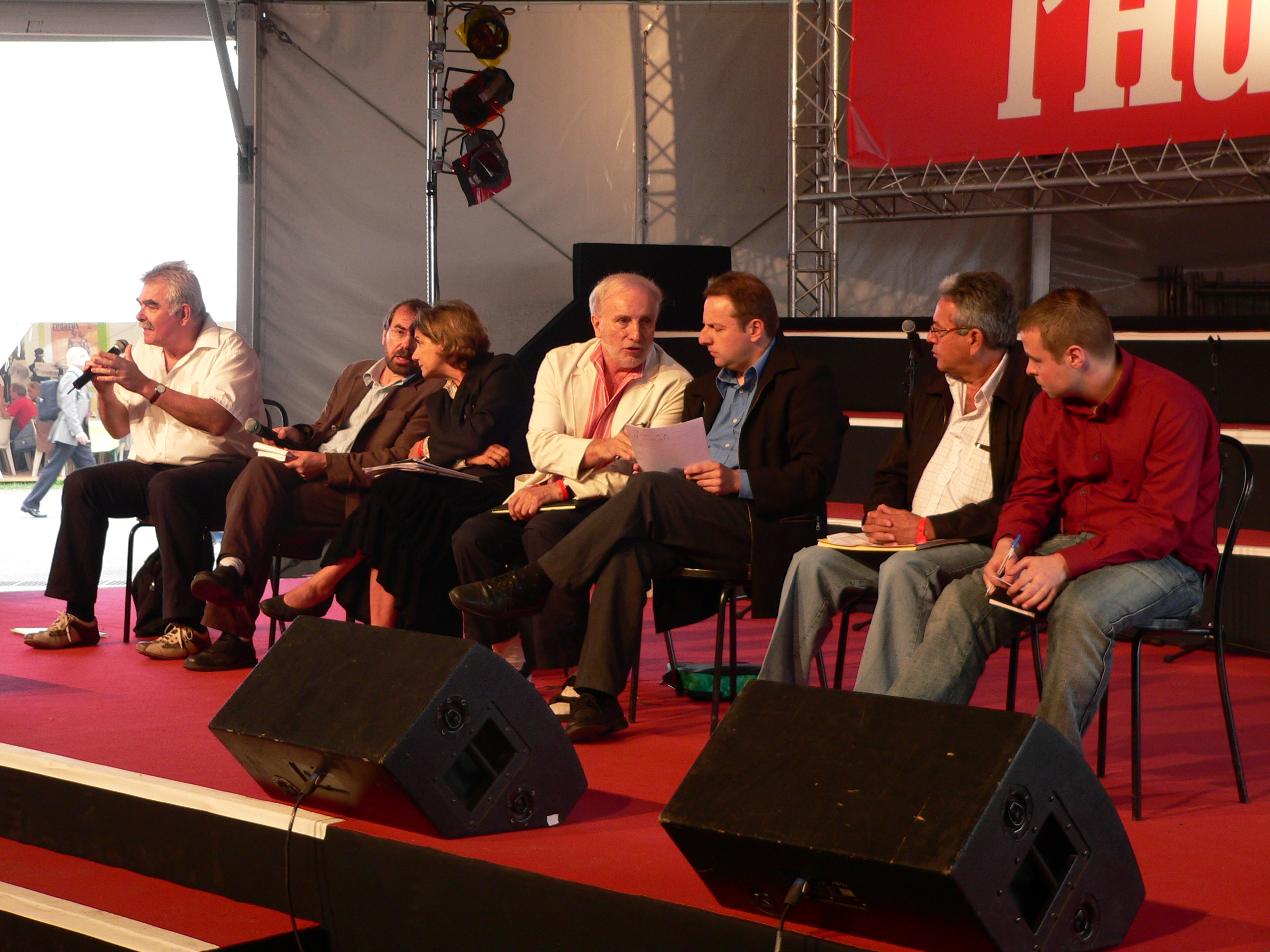
مناظرة حول الوضع الزراعي عام 2006

عيد الإنسانية بالفرنسية (Fête de l'Humanité) هو حدث تنظمه كل عام صحيفة الإنسانية بالفرنسية (L'Humanité) خلال عطلة نهاية الأسبوع الثانية من شهر أيلول / سبتمبر من كل عام . وعادة ما يجمع كل التنظيمات اليسارية والقريبة منها، وكذلك الجمعيات الإنسانية.
تُقام فيه بالإضافة إلى الندوات الثقافية العديد من الفعاليات كالحفلات الغنائية والماراتون كما أن العالم العربي حاضراً بقوة من خلال الأحزاب اليسارية والطعام.

## المكان
في شمال باريس في حديقة وبارك قرب مطار بورجيه.

## تاريخه
لقد تم إنشاؤه في عام 1930 بمبادرة من مارسيل كاشين، مدير مجلة الإنسانية، وأقيم بنسخته الأولى في 7 أيلول / سبتمبر عام 1930.
كان في الأصل حزبًا سياسيًا حيث تم تمثيل الحزب الشيوعي الفرنسي والمنظمات السياسية التي دعا إليها بقوة. إلى جانب الأنشطة السياسية، يتضمن المهرجان العديد من الأنشطة الثقافية والتجارية والترفيهية. استقطب إصداره لعام 2010 حوالي 600000 زائر.

## التنظيم
تستمر الفعاليات الثلاثة أيام الأخيرة من الأسبوع الثاني لشهر سبتمبر / أيلول وذلك اعتباراً من يوم الجمعة إلى يوم الأحد حيث يكون الاجتماع السياسي الكبير، الذي ينتهي بالنشيد الوطني الفرنسي.
يتم تنظيم الاحتفال في «المساحات». كما يؤدي الفنانون المعروفون حفلاتهم على المسرح الكبير، بينما الاماكان الصغيرة الأخرى حخصصة لفنانين أقل شهرة. تجري فيه العديد من المناقشات حول السياسة، ولكن أيضًا الثقافة والرياضة ووسائل الإعلام ... كما تحضر الأحزاب الأجنبية مثل الحزب الشيوعي الصيني. خيمة أصدقاء الإنسان تستضيف أيضًا العديد من المناقشات.